# Thiepval-emlékmű
A Thiepval-emlékmű (Thiepval Memorial) annak a több mint 72 ezer első világháborús brit és dél-afrikai katonának állít emléket, aki 1918. március 20-áig halt hősi halált a somme-i fronton, de nyughelye ismeretlen.

## Története
A franciaországi Thiepval közelében létesített emlékhelyet Edwin Lutyens brit építész tervezte. A munkálatok 1928-ban kezdődtek, és 1932-ben fejeződtek be. Először a háború óta érintetlenül álló lövészárkokat, német alagutakat temették be, valamint megsemmisítették a fel nem robbant lövedékeket, majd megkezdődött a terület legmagasabb pontján álló építmény falazása. Négy év alatt tízmillió téglát használtak fel, és 177 ezer fontot, mai értéken nagyjából tízmillió fontot költöttek el.
Az emlékmű három három íve oszlopokon áll, amelyeken 64 fehér kőpanelt helyeztek el. Ezekre vésték fel az azonosított, ám ismeretlen helyen nyugvó 72 194, más források szerint 73 337 katona nevét. Kilencven százalékuk 1916. július és november között vesztette életét. Az építmény középpontjában áll a brit katonai temetőkben megszokott Emlékezés Köve, amelyre a Sirák fia könyvéből vett, a fiát a loosi csatatéren elvesztő Rudyard Kipling által javasolt szövegrész kerültː Their Name Liveth For Evermore (szabad fordításbanː Nevük örökre fennmarad).
Az emlékmű egyben francia-brit közös emlékmű is, elismerve az 1916-os támadó hadmozdulatok szövetséges jellegét. Ezt jelezve két kisebb temetőt helyeztek el 300-300 ismeretlen francia és brit hősi halottal az emlékmű lábánál.
A létesítmény felavatását 1932. május 16-ára tűzték ki, de kilenc nappal korábban belehalt az ellene elkövetett merényletbe Paul Doumer francia köztársasági elnök, így az ünnepséget el kellett halasztani. Végül augusztus 1-jén Eduárd walesi herceg, a későbbi VIII. Eduárd brit király leplezte le az emlékművet Albert Lebrun francia államfő jelenlétében.
2023 óta az első világháború temetői és emlékhelyei részeként a világörökséghez tartozik.

## Az áldozatok
1916. július 1-jén, a francia csapatok támogatásával, a Nemzetközösség tizenhárom hadosztálya indított offenzívát a Gommecourt és Méricourt közötti fronton. A hét napon át tartó tüzérségi előkészítés ellenére a német védelmi vonalak különösebb károk nélkül fogadták a támadó gyalogosokat. A németek hatalmas veszteséget okoztak, és a támadók csak a déli szárnyon értek el minimális előrehaladást. A brit és francia hadvezetés a következő hetekben újabb csapatokat küldött harcba, de a németek szívósan védekeztek, időnként ellentámadásokat is indítottak. Thiepvalt szeptember végére sikerült a nemzetközösségi alakulatoknak elfoglalniuk, holott a céldátum július 1-je volt. A harcok októberben és novemberben is folytatódtak. A Somme-i csata  végül november 18-án fejeződött be. 1917. tavaszán a németek új állásokba, a Hindenburg-vonalba húzódtak vissza, és 1918 márciusáig, a németek nagy offenzívájáig nem volt különösebb mozgás a somme-i fronton.